# David Hyde Pierce

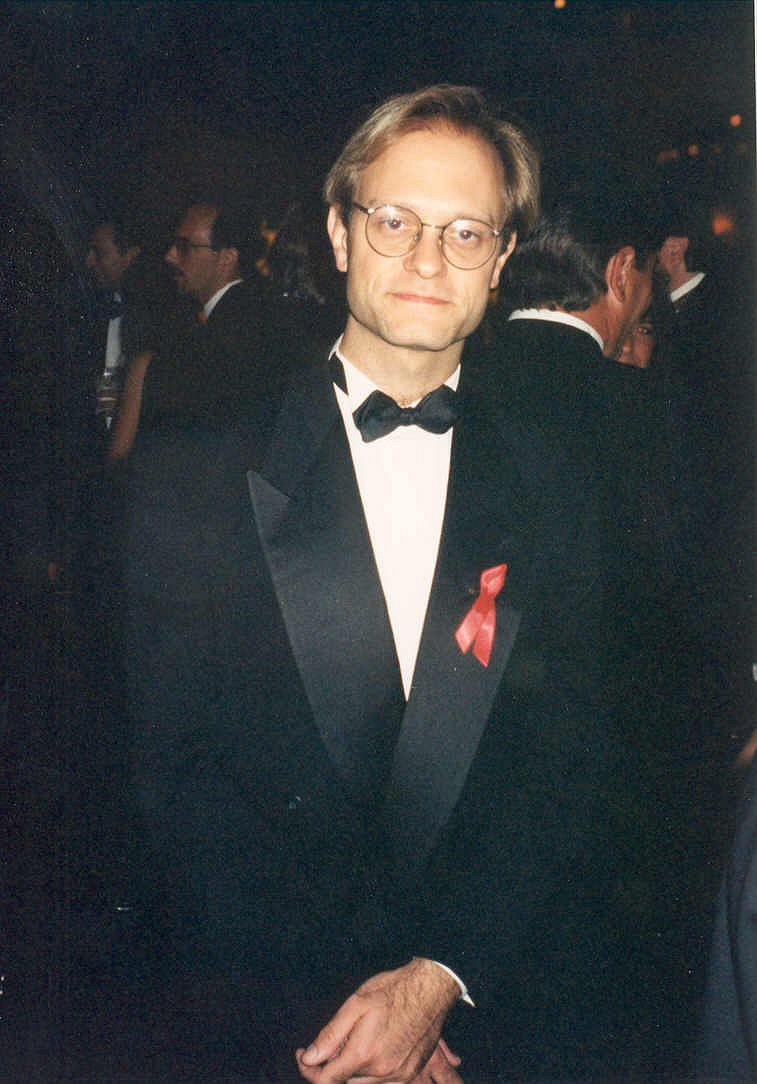
David Hyde Pierce podczas 47. ceremonii wręczenia nagród Emmy (1994)

David Hyde Pierce (ur. 3 kwietnia 1959 w Saratoga Springs) – amerykański aktor telewizyjny, filmowy, głosowy i teatralny.

## Życiorys
Jest najmłodszym dzieckiem Laury Marie Pierce (z domu Hughes) i George’a Hyde’a Pierce’a, który był agentem ubezpieczeniowym i ambitnym aktorem. Ma troje starszego rodzeństwa: siostry, Nancy i Barbarę, oraz brata, Thomasa. We wczesnym dzieciństwie zainteresował się grą na pianinie i często grywał na organach w lokalnym Kościele Episkopalnym. Sztuką aktorską zajął się w szkole średniej. W 1981 został absolwentem Uniwersytetu Yale.

### Kariera
Pierwszą poważną rolą Pierce’a była postać kongresmena Theodore’a Van Horne’a w sitcomie Davida Crane’a i Marty Kauffman (późniejszych twórców kultowych Przyjaciół) The Powers That Be, nadawanym przez stację NBC w latach 1992–1993. Emisja serialu została gwałtownie przerwana pomimo pozytywnych opinii krytyków; powodem była niska oglądalność. Wkrótce potem David został zaangażowany do kolejnego telewizyjnego przedsięwzięcia – w sitcomie NBC Frasier, spin-offie Zdrówka, przydzielono mu rolę Nilesa Crane’a. Powodem, dla którego twórcy serialu obsadzili artystę w tej roli, było jego podobieństwo do Kelseya Grammera, aktora wcielającego się w postać Frasiera Crane’a, serialowego brata Nilesa. Angaż w przeboju NBC przyniósł Pierce’owi sławę i liczne nagrody (w tym statuetki Emmy), a sam Frasier był emitowany przez ponad dekadę, od 1993 do 2004.

## Życie prywatne
David Hyde Pierce, od 2007 zdeklarowany homoseksualista, żyje w związku z Brianem Hargrove’em, scenarzystą i producentem telewizyjnym.

## Filmografia
- The Perfect Host (2009)
- Stingray Sam (2009)
- Hellboy (2004)
- Do diabła z miłością (Down with Love, 2003)
- Planeta skarbów (Treasure Planet, 2002)
- Full Frontal. Wszystko na wierzchu (Full Frontal, 2002)
- Osmosis Jones (2001)
- Na krawędzi (On the Edge, 2001)
- Wet Hot American Summer (2001)
- Łańcuch szczęścia (Chain of Fools, 2000)
- Dawno temu w trawie (A Bug’s Life, 1998)
- Simpsonowie (1997, 2007) (serial TV)
- Nixon (1995)
- Wilk (Wolf, 1994)
- Rodzina Addamsów II (Addams Family Values, 1993)
- Bezsenność w Seattle (Sleepless in Seattle, 1993)
- Frasier (1993–2004) (serial TV)
- The Powers That Be (1992–1993) (serial TV)
- Fisher King (The Fisher King, 1991)
- Pocałunek wampira (Vampire's Kiss, 1988)